# Tribu índia Tejon de Califòrnia
La tribu índia Tejon de Califòrnia és una tribu reconeguda federalment d'amerindis de Califòrnia kitanemuks, Yokuts, i chumash. Llur llar ancestral és la vall de San Joaquin i actualment viuen al comtat de Kern (Califòrnia).

## Govern
La seu de la tribu es troba a Wasco and Bakersfield (Califòrnia). Són governats per un consell tribal escollit democràticament. Llur cap tribal és Kathryn Montes Morgan i el seu vicecap és Jim Appodaca.

## Reserva
La reserva índia Sebastian fou establida en 1853 per Edward Beale en terres que formaven part del Ranxo Tejon. L'establiment tenia una extensió de 763.000 acres però posteriorment fou reduïda a 25.000 acres. Aleshores hi vivien 2.000 amerindis; tanmateix, Beale va vendre-la per al seu ús privat. Uns 100 amerindis encara hi vivien a les terres quan fou dissolta la reserva. Molts indis foren recol·locats a la força a punta de pistola a una nova reserva establida vora Porterville al comtat de Tulare.